# Rio Bretea
O Rio Bretea é um rio da Romênia afluente do Rio Şieu, localizado no distrito de Bistriţa-Năsăud.